# 2-я Среднегорская бригада имени Васила Левского
2-я Среднегорская бригада имени Васила Левского (болг. Втора среднегорска бригада „Васил Левски“) — подразделение Народно-освободительной повстанческой армии Болгарии, находившееся в ведении 2-й Пловдивской повстанческой оперативной зоны. Бригада действовала в Средна-Горе.

## История
Бригада образована 15 июля 1944 года на основе Пловдивского партизанского отряда имени Васила Левского. В состав этой бригады были включены также отряды имени Добри Воеводы, Пенчо Дворянова и Стефана Караджи. Командиром бригады был Делчо Симов, политическим комиссаром — Вера Начева, заместителем командира — Петр Стоянов, начальником штаба — Гынчо Койчев.
Бригада действовала в районе городов Карлово, Сопот, Калофер и Казанлык. Насчитывала около 330 человек. Организовывала партизанские акции в деревнях и на железнодорожных вокзалах, пополняя свой личный состав. Лагерь бригады располагался у вершины Большой Богдан; несмотря на атаки армии и полиции, удерживала лагерь в ходе войны под своим контролем.
8 и 9 сентября 1944 года участвовала в установлении власти Отечественного фронта в селе Божидар и городе Клисура.